# LZ Весов
LZ Весов (лат. LZ Librae) — двойная затменная переменная звезда типа W Большой Медведицы (EW) в созвездии Весов на расстоянии приблизительно 563 световых лет (около 173 парсеков) от Солнца. Видимая звёздная величина звезды — от +10,4m до +10m. Орбитальный период — около 0,3544 суток (8,5067 часов).

## Характеристики
Первый компонент — жёлтая звезда спектрального класса G0.